# Staklenik
Staklenik je prozirna konstrukcija koja omogućava zaštićeni i kontrolirani uzgoj raznih biljki.
Staklenici se obično grade od stakla, a u novije vrijeme često i od folija da bi se postigao staklenički efekt, optimalna temperatura, i zaštita od padalina. Kontroliranjem raznih faktora kao što je temperatura i navodnjavanjem moguće je postići idealne uvjete za uzgoj biljaka.
Staklenici se prvenstveno koriste za hortikulturnu proizvodnju, u istraživačke svrhe i za izložbe u botaničkim vrtovima.
U doba europskog kolonijalizma nastala je moda uzgoja egzotičnih, ukrasnih i biljaka za prehranu.
Industrijalizacija je otvorila nove mogućnosti za korištenje željeza i stakla kao građevinskog materijala. 

## Privredni značaj
Europljani su naviknuti od ranih 1970-ih godina, na mogućnost kupnje sezonskog povrće i zimi.
U nizozemskoj su izgrađeni prvi veliki komerijalni staklenici, a kasnije su i druge europske tvrtke počele proizvoditi voće i povrće u njima.
Od kasnih 1980-ih godina osigurana je cijelogodišnja ponuda voća i povrća. Cijena robe je naravno, izvan svake sezone viša nego u glavnoj sezoni.

## Fotografije
- Proizvodnja rajčica
- Staklenik u Engleskoj iz 1815.
- Staklenici u Berlinu iz 1839.
- Serre des cactées u Jardin des Plantes-u
- Palm House, Kew Gardens
- Staklenik u Parizu

## Vanjske poveznice
- Enoshima Jinja Shrine Botanical Garden  Arhivirana inačica izvorne stranice od 24. kolovoza 2014. (Wayback Machine)
- North Carolina State University Greenhouse Food Production website  Arhivirana inačica izvorne stranice od 5. ožujka 2009. (Wayback Machine)
- Organska proizvodnja rajčica  Arhivirana inačica izvorne stranice od 9. veljače 2006. (Wayback Machine)
- Planiranje i gradnja staklenika  Arhivirana inačica izvorne stranice od 9. veljače 2012. (Wayback Machine)